# Марко, Дмитрий Мильтиадович
Дми́трий Мильтиа́дович Марко́ (14 августа 1878, Казань — 1963, Пермь) — российский, советский химик, доктор химических наук, один из создателей химического факультета, заведующий кафедрой органической химии Пермского университета (1928–1951). Исследователь пермской нефти. Один из известных в Перми и Пермской области деятелей оборонной промышленности. Учёный, с чьим именем связывают развитие органической химии в Перми в первой половине XX века.
Один из основателей династии Марко-Париных: отец Нины Париной (Марко), сват В. Н. Парина, тесть В. В. Парина, дед А. В. Парина.

## Биография
Родился в Казани в купеческой семье. Его отец переехал туда из греческого города Митилини (Лесбос), находившегося под властью Турции.
В 1896 году окончил 1-ю Казанскую гимназию, в 1900 году — естественное отделение физико-математического факультета Казанского университета. После окончания университета Д. Марко работал лаборантом, хранителем музея лаборатории органической химии университета.
С 1909 года утверждён в должности приват-доцента. Учился органической химии в Берлине у знаменитого немецкого химика, лауреата Нобелевской премии Эмиля Фишера. До революции также некоторое время был директором банка.
В 1918—1920 годах. работал в Томском университете, в химико-фармацевтической лаборатории Енисейского губздравотдела и Красноярском высшем политехникуме, на Красноярском химическом заводе и в Красноярском институте народного образования (до 1923 года), в Казанском политехническом институте и университете (1924–1927 годы).
В январе 1928 года профессор Д. М. Марко был избран заведующим кафедрой органической химии Пермского университета. На этой должности проработал до 1951 года; с 1938 года — доктор химических наук.

## Научно-образовательная деятельность
С именем Д. М. Марко связано значительное улучшение учебной работы кафедры органической химии. Им был расширен общий курс органической химии, который он читал в течение 22 лет. Он ввёл новые курсы: «Теоретические основы органической химии», «Стереохимия», «Методы определения структуры органических соединений», «Органический анализ» и «Химическая технология».
Под руководством Д. М. Марко на кафедре началось изучение открытой на Урале краснокамской и чусовской нефти. Результаты этих исследований были опубликованы в «Ученых записках Пермского университета» и «Известиях Пермского биологического научно-исследовательского института».
Во время Второй мировой войны сотрудники кафедры органической химии сосредоточили усилия на выполнении заданий наркоматов авиационной, химической и угольной промышленности. Д. М. Марко возглавил работу по очистке наркозного диэтилового эфира для военных госпиталей. На факультете была создана полузаводская установка с производственной мощностью около 300 кг эфира в месяц. Для эвакогоспиталей, расположенных в Перми и Пермской области, Пермский университет стал единственным поставщиком эфира, но смог полностью удовлетворить потребность в нём. Вместе с эфиром производились и другие ценные лекарства — камфора и уротропин.
Кроме того, по заданию наркомата химической промышленности на кафедре были разработаны образцы безжирового дезинфицирующего мыла, предложены покрытия для парашютов; по заданию наркомата угольной промышленности проводилось изучение ацетилирующего полукоксования.
Одной из основных работ того времени было получение высокооктанового авиационного топлива: разработанный кафедрой органической химии образец такого топлива, имевший очень высокое октановое число, был предложен наркомату авиационной промышленности.
При участии Д. М. Марко определилась и научная тематика кафедры органической химии: химия элементоорганических соединений.

## Награды
В 1943 году за успехи в выполнении научно-исследовательских работ, связанных с военными нуждами, Д. М. Марко был премирован Наркомпросом.
Д. М. Марко награждён орденом Трудового Красного Знамени (13.08.1945), медалью «За доблестный труд в Великой Отечественной войне 1941–1945 гг.», «За победу над Германией в Великой Отечественной войне 1941–1945 гг.».